# Izjaslav III av Kiev
Izjaslav III av Kiev, född okänt år, död 1162, var en monark (storfurste) av Kiev mellan 1154 och 1162. 